# Sligo Abbey

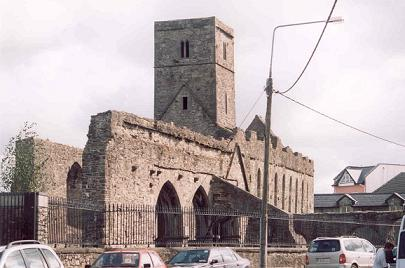
Abtei von Sligo

Die Abtei von Sligo (irisch Mainistir Shligigh, englisch Sligo Abbey) im Nordwesten der Republik Irland wurde 1253 im Auftrag von Maurice Fitzgerald, dem Baron von Offaly und Stadtgründer von Sligo errichtet. 1414 wurde sie durch ein Feuer zerstört, und 1595 wurde sie während des Kriegs von Tyrone (heute in Nordirland) verheerend verwüstet. 

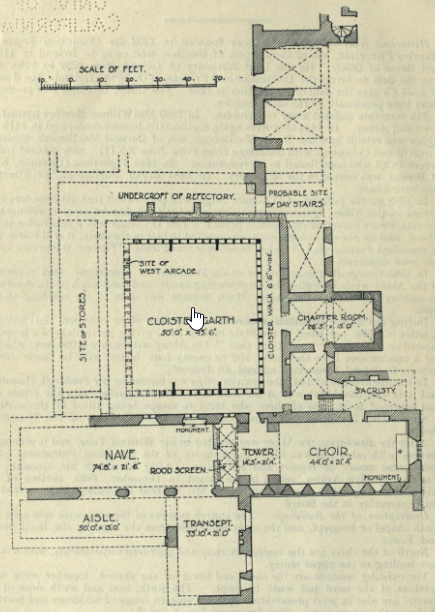
Abteiplan Sligo

Ein weiteres Mal wurde sie während des Aufstandes von Ulster zerstört. Die Mönche verließen die Abtei im 18. Jahrhundert; Lord Palmerston restaurierte sie in den 1850ern. 

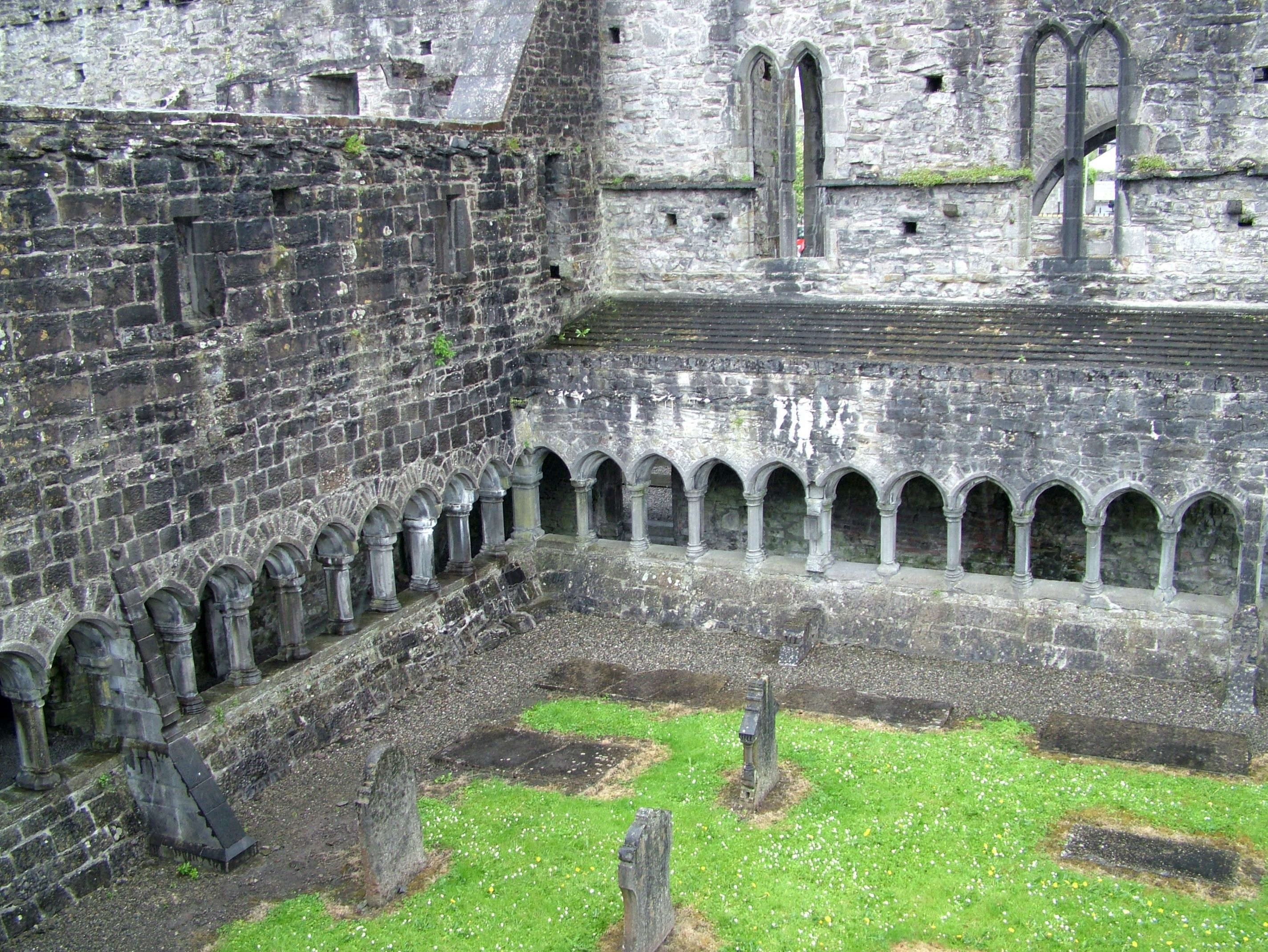
Kreuzgang der Abtei

Heutzutage ist sie der Öffentlichkeit zugänglich. Die Ruinen der Abtei zeigen eine Fülle von Bildhauereien. Es werden Grabsteine aus der Gotik und der Renaissance gezeigt, ebenso wie ein gut erhaltener Kreuzgang. Höhepunkt ist der bildhauerisch bearbeitete Hochaltar aus dem 15. Jahrhundert, der einzige, der aus dieser Epoche in Irland noch erhalten ist.

## Weblink
- Abtei von Sligo

Koordinaten: 54° 16′ N, 8° 28′ W